# Nürnberger Gwärch

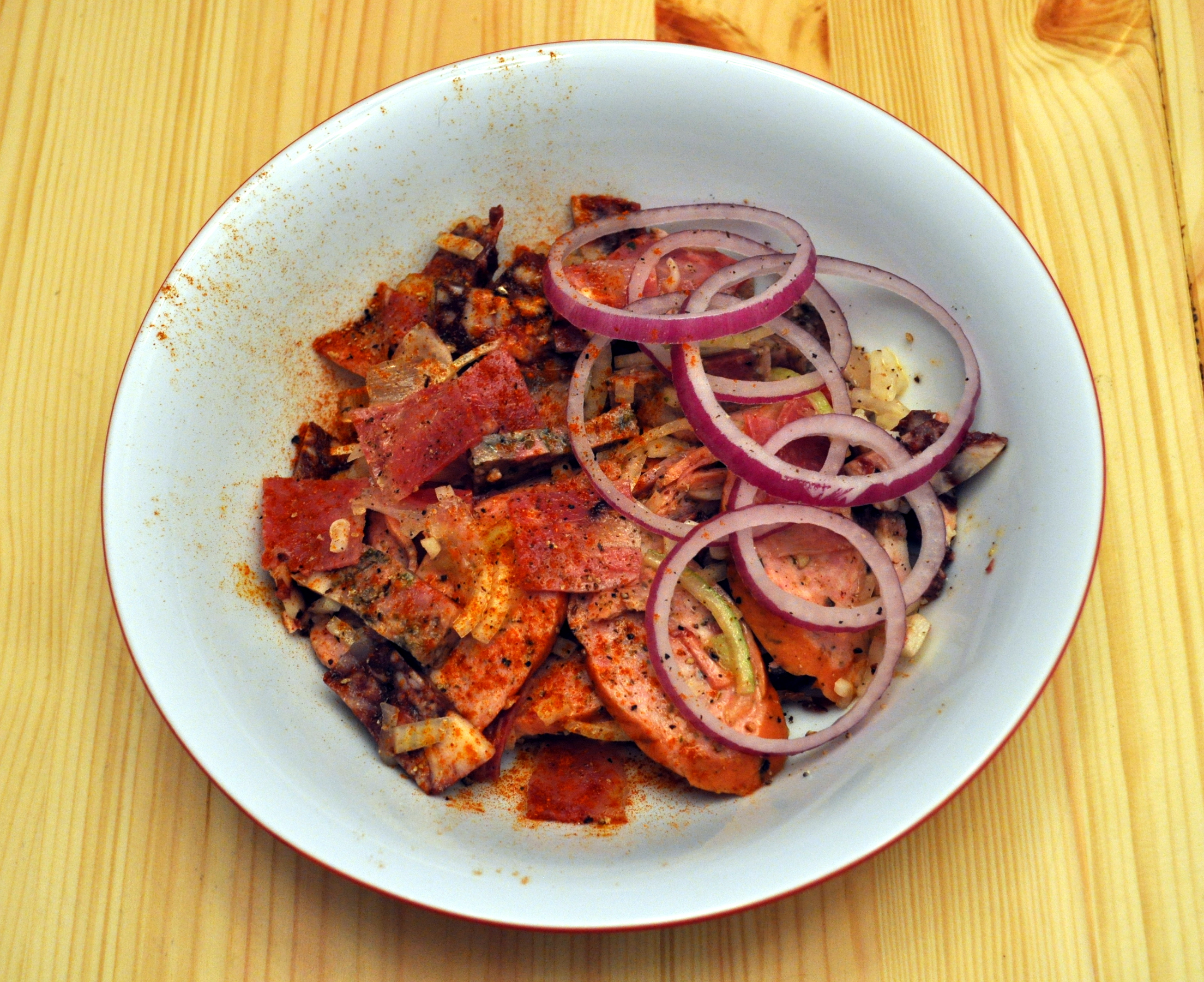
Nürnberger Gwerch

Nürnberger Gwärch es un plato tradicional del tipo "ensalada de embutidos" (Wurstsalat) que se encuentra en la cocina alemana sobre todo en la zona cercana a la ciudad de Nürnberg. Es una de las especialidades más populares de la Gastronomía de Franconia.

## Características
Se compone de carne procedente de carne picada y cocida de carne de cerdo (denominado Ochsenmaul), embutido denominado Preßsack (tanto el blanco como el negro) y salchichas de la región de Franken denomindas Nürnberger Stadtwurst, todo ello se mezcla con cebollas finamente picadas y algo de pimienta blanca molida. La ensalada se aliña con una vinagreta de aceite-vinagre y se deja reposar entre dos y tres horas para que la vinagreta vaya haciendo su efecto entre la carne.

## Servir
Se sirve frío con rebanadas de pan integral (Schwarzbrot) sobre los que se puede untar mantequilla se acompaña además de una cerveza.